# Sauvere
Sauvere is een plaats in de Estlandse gemeente Saaremaa, provincie Saaremaa. De plaats heeft de status van dorp (Estisch: küla) en telt 50 inwoners (2021).
Tot in december 2014 behoorde Sauvere tot de gemeente Kärla, tot in oktober 2017 tot de gemeente Lääne-Saare en sindsdien tot de fusiegemeente Saaremaa.
Ten zuiden van Sauvere ontspringt de rivier Kärla en ligt een gebied waar grind wordt gewonnen. Ten noorden van Sauvere ontspringt de rivier Tirtsi.
Sauvere werd voor het eerst genoemd in 1509 onder de naam Saufer als dorp op het landgoed van Randvere.